# Kaiyi C3
Kaiyi C3 — выпускаемый с 2014 года субкомпактный автомобиль суббренда Kaiyi китайской компании Chery Automobile.

## Kaiyi C3
Kaiyi C3 дебютировал в 2014 году на автосалоне в Чэнду. Серийная версия была представлена в Гуанчжоу в ноябре 2014 года на автосалоне в Гуанчжоу по ценам от 45 800 до 51 800 юаней. Позднее цены изменились и стали варьироваться от 57 800 до 60 800 юаней.

## Kaiyi C3R и Kaiyi C3R EV
Хетчбэк Kaiyi C3R дебютировал 8 апреля 2015 года по ценам от 45 800 до 51 800 юаней. Позднее цены изменились и стали варьироваться от 57 800 до 60 800 юаней.
В октябре 2016 года дебютировал электромобиль Kaiyi C3R EV с электродвигателем мощностью 57 л. с. и крутящим моментом 150 Н⋅м. Запас хода составляет 200 км, а максимальная скорость ограничена до 100 км/ч.

## Chery eQ2
Chery eQ2 является модернизацией Kaiyi C3R EV с электродвигателем мощностью 57 л. с. Запас хода — 402 км. Выпускается с 2018 года.

## Галерея

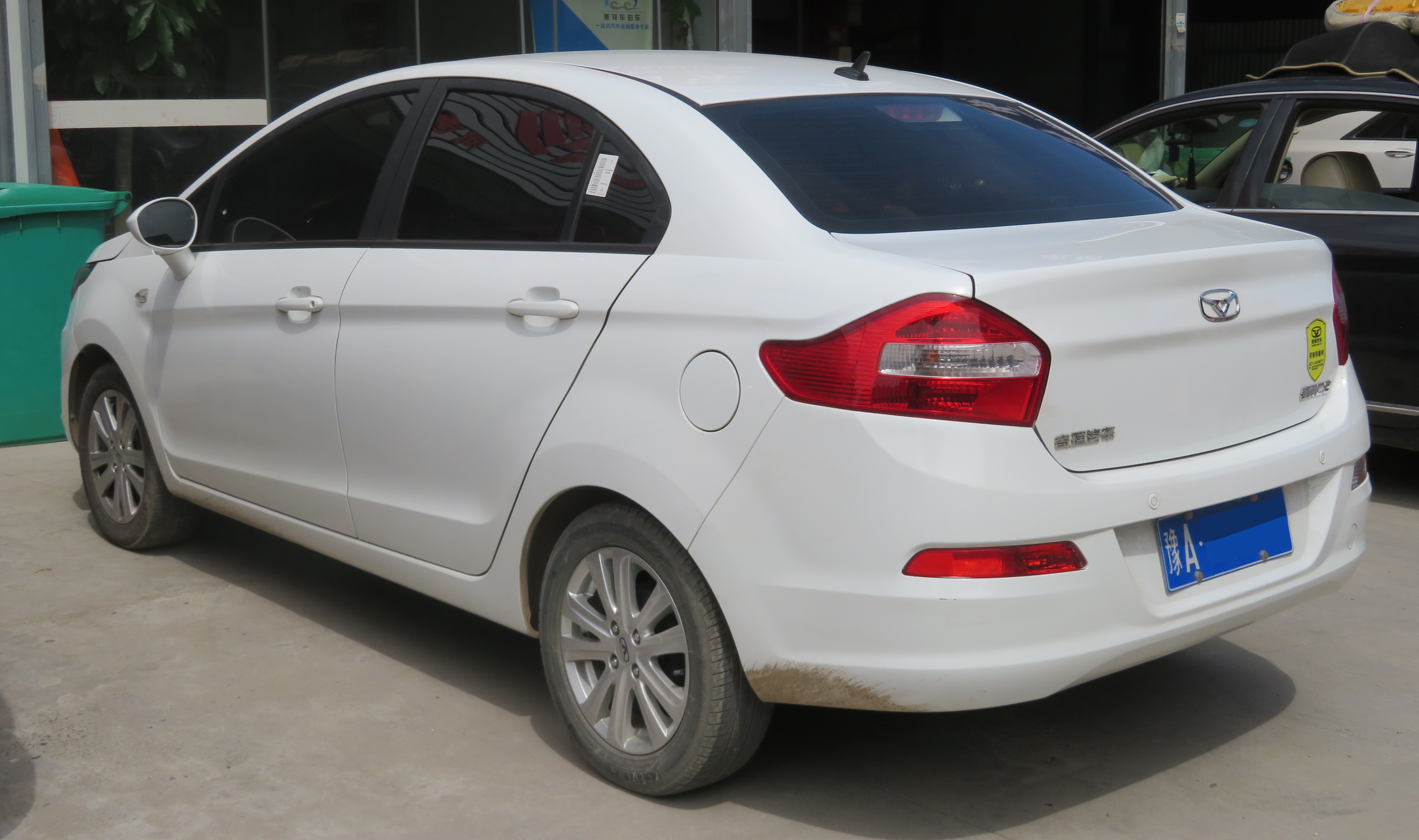
Chery Cowin C3 (вид сзади)
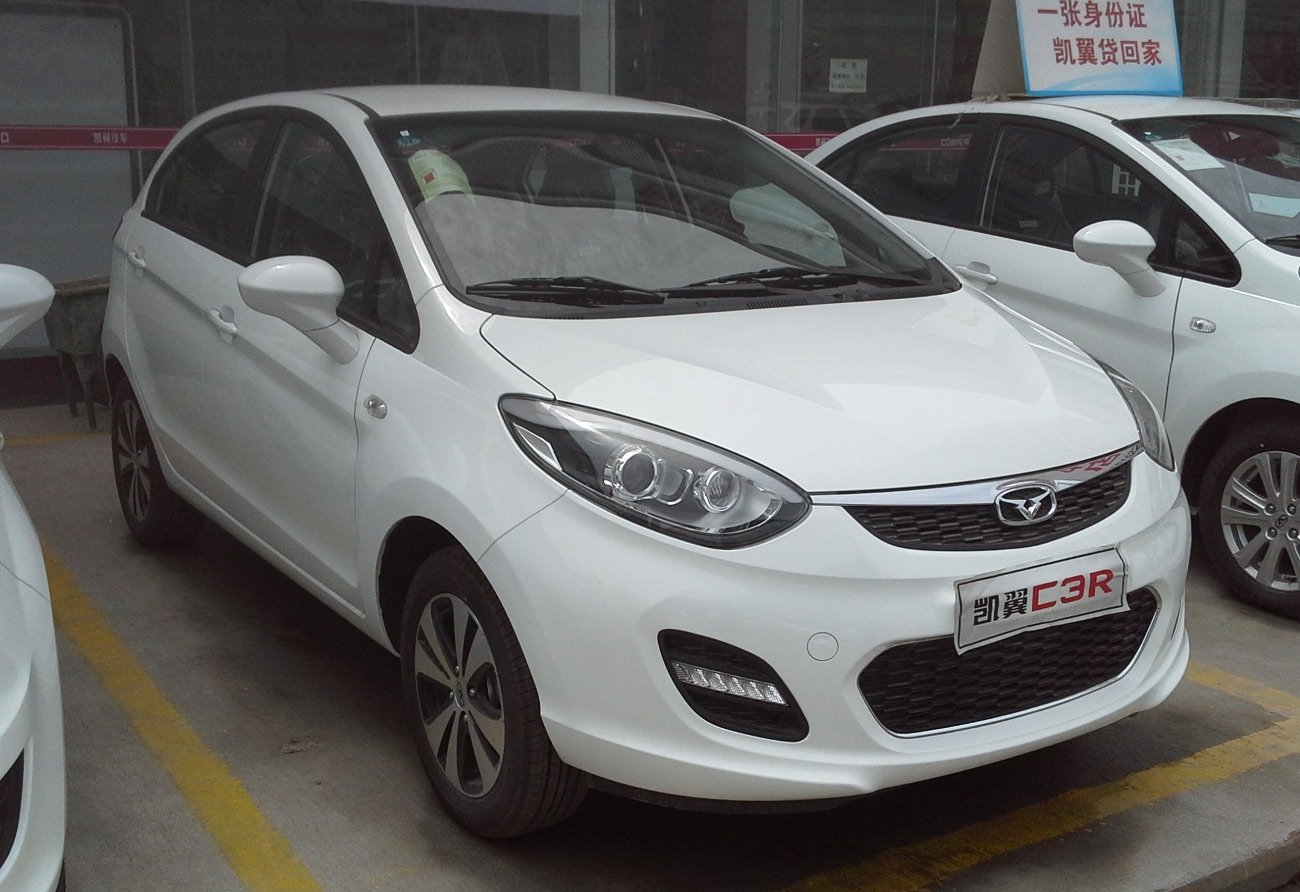
Cowin C3R